# O. G. S. Crawford
Osbert Guy Stanhope Crawford (28 d'octubre de 1886 - 28 de novembre de 1957) va ser un arqueòleg britànic especialitzat en l'estudi de la Gran Bretanya prehistòrica i l'arqueologia del Sudan. Durant la major part de la seva carrer va estar treballant per l'Ordnance Survey (OS), va escriure diversos llibres sobre temes arqueològics i va ser un gran defensor de l'arqueologia aèria.

## Biografia
Nascut a Bombai, a l'Índia britànica, era d'una família escocesa de classe mitjana, Crawford es va traslladar a Anglaterra de petit i va ser criat per les seves tietes a Londres i a Hampshire. Va estudiar geografia al Keble College, a Oxford, i va treballar breument en aquest camp abans de dedicar-se professionalment a l'arqueologia. Emprat pel filantrop Henry Wellcome, Crawford va supervisar l'excavació d’Abu Geili al Sudan abans de tornar a Anglaterra poc abans de la Primera Guerra Mundial. Durant el conflicte va servir tant al London Scottish Regiment com al Royal Flying Corps, on va estar involucrat en reconeixements terrestres i aeris al llarg del front occidental. Després que una lesió forcés un període de convalescència a Anglaterra, va tornar al front occidental, on va ser capturat per l'exèrcit alemany el 1918 i va ser presoner de guerra fins al final del conflicte.

## Obres
Llistat dels publicacions que va realitzar al llarg de la seva vida.
| Any de la publicació | Títol | Coautor(s)        | Editor                                             |
| -------------------- | --- | ----------------- | -------------------------------------------------- |
| 1921                 | Man and his Past | –                 | Oxford University Press                            |
| 1922                 | Notes on Archaeology for Guidance in the Field                                                                                  | –                 | Ordnance Survey Office                             |
| 1922                 | The Long Barrows and Stone Circles in the Area Covered by Sheet 8 of the 1/4 Inch Map (The Cotswolds and the Welsh Marches)     | –                 | Ordnance Survey Office                             |
| 1922                 | The Andover District | –                 | Oxford University Press                            |
| 1924                 | Air Survey and Archaeology | –                 | Ordnance Survey                                    |
| 1924                 | The Long Barrows and Stone Circles in the Area Covered by Sheet 12 of the 1/4 Inch Map (Kent, Surrey and Sussex)                | –                 | Ordnance Survey                                    |
| 1924                 | Map of Roman Britain | –                 | Ordnance Survey                                    |
| 1925                 | The Long Barrows of the Cotswolds                                                                                               | –                 | Bellows                                            |
| 1928                 | Wessex from the Air | Alexander Keiller | Oxford University Press                            |
| 1932                 | Map of Neolithic Wessex | –                 | Ordnance Survey                                    |
| 1934                 | Celtic Earthworks of Salisbury Plain: Old Sarum Sheet                                                                           | –                 | Ordnance Survey                                    |
| 1935                 | Map of Britain in the Dark Ages (South Sheet)                                                                                   | –                 | Ordnance Survey                                    |
| 1937                 | The Strip-Map of Litlington | –                 | Ordnance Survey                                    |
| 1938                 | Map of Britain in the Dark Ages (North Sheet)                                                                                   | –                 | Ordnance Survey                                    |
| 1948                 | The Topography of Roman Scotland North of the Antonine Wall                                                                     | –                 | Cambridge University Press                         |
| 1948                 | A Short History of Nursling | –                 | Warren and Sons                                    |
| 1951                 | The Fung Kingdom of Sennar: With a Geographical Account of the Middle Nile Region                                               | –                 | Bellows                                            |
| 1951                 | Abu Geili | F. Addison        | Oxford University Press for the Wellcombe Trust    |
| 1953                 | Archaeology in the Field | –                 | Frederick A. Praeger                               |
| 1953                 | Castles and Churches in the Middle Nile Region                                                                                  | –                 | Sudan Antiquities Service                          |
| 1955                 | Said and Done: The Autobiography of an Archaeologist                                                                            | –                 | Weidenfeld and Nicolson                            |
| 1957                 | The Eye Goddess | –                 | Phoenix House                                      |
| 1958                 | Ethiopian Itineraries, Circa 1400–1524: Including Those Collected by Alessandro Zorzi at Venice in the Years 1519–1524 (editor) | –                 | Cambridge University Press for the Hakluyt Society |